# Hereheretue
Hereheretue o Hiri-oro és un atol de les Tuamotu, a la Polinèsia Francesa. Forma una comuna associada a la comuna d'Hao. Està situat al sud-oest de l'arxipèlag, a 450 km d'Hao.
És un atol petit i allunyat. Les terres més properes són les illes del Duc de Gloucester, a 150 km, que depenen de la comuna associada d'Hereheretue. Unides administrativament, algun cop s'inclou en aquest grup. La superfície total és de 4 km², tancant completament la llacuna interior.
El primer albirament documentat per europeus va ser per l'expedició espanyola de Pedro Fernández de Quirós el 4 de febrer de 1606. Amb els altres tres atols de les illes del duc de Gloucester van ser anomenats Cuatro Coronas.
La població total era de 56 habitants al cens del 2012. La vila principal es troba a l'illot de l'oest, però segons les condicions del vent i del mar, la població es desplaça a l'illot del sud. Disposa d'una estació meteorològica, però no hi ha ni port ni aeroport.
La població actual prové d'Anaa, situat al nord, amb qui comparteix el mateix dialecte anomenat «parata».